# Infectiologie dans l'Égypte antique
L' infectiologie dans l'Égypte antique était pratiquée par des médecins mettant en œuvre un art compris selon les possibilités du moment et indiqué dans les papyrus médicaux. Cette médecine était journellement pratiquée par des médecins religieux, civils ou militaires déjà très au fait des connaissances anatomiques, physiologiques et cliniques de cette époque. Les notions d'étiologies étaient d'ordres religieux, magique, mais pouvaient aussi résulter d'observations. L’exercice était également conditionné par la pharmacopée disponible.